# Box Office Mojo
Box Office Mojo е американски уебсайт, който следи боксофис приходите от разпространението на кино продукциите. Сайтът е основан през 1998 г. от Брандън Грей, а през 2008 г. е придобит от IMDb, който е собственост на компанията Амазон.

## История
Брандън Грей стартира сайта на 7 август 1998 г. (петък) с прогноза за „топ 10“ на най-касовите филми в Съединените щати за следващия уикенд. За да сравни прогнозата с действителните резултати, започва да публикува брутните приходи от уикенда и доклад с анализ на боксофиса, а през 1999 г. започва да публикува данни за петъчните приходи от боксофиса, получени от компанията за изследване и анализи Exhibitor Relations Co., които стават публично достъпни в събота, както и прогнози за боксофиса през уикенда, които се публикуват в неделя. Заедно с приходите за уикендите, той публикува и дневните приходи, графици за излизане на филмите по кината, както и други статистики – класации по приходи за всички времена, международни боксофис класации, класации по жанрове и класации за актьори и режисьори.
Сайтът постепенно се разраства и започва да публикува статистика за филми от 1982 г. насам и приходи за по-стари филми, а международната секция на сайта обхваща седмичния боксофис от 50 държави, графици за интернационалното излизане на заглавията, както и боксофис резултатите на определени филми от над 107 държави.
През 2002 г., след като сключва партньорство с Шон Солсбъри, сайтът се разраства, като има около 2 милиона потребители. През 2003 г. е въведен абонаментен модел (Premier Pass), като определени функции и статистики са достъпни само за платените абонати. От 2002 г до 2011 г. Box Office Mojo има форум с повече от 16 500 регистрирани потребители. На 2 ноември 2011 г. форумът е официално закрит заедно с всички потребителски акаунти, и потребителите са поканени да се присъединят към онлайн зоната за дискусии на IMDb. През 2017 г. е закрита и зоната за дискусии на IMDb.

### Придобиване от IMDb
През 2008 г. компанията е закупена от компанията Амазон, чрез нейното дъщерно дружество IMDb, след което функциите за платените абонати стават със свободен достъп. На 23 октомври 2019 г. сайтът представя голяма промяна в дизайна си, наподобяващ дизайна на IMDb. Ребрандиран е като Box Office Mojo by IMDbPro. Редизайнът е силно критикуван от потребителите за това, че е труден за навигиране и че голяма част от съдържанието му става достъпно само за платени потребители. Няколко функционалности, предоставяни преди това безплатно, като данни за боксофиса за цели франчайзи, жанрове, актьори, режисьори, разпространители, бюджети на продукциите и коригирани спрямо инфлацията приходи, са преместени в IMDbPro – абонаментната услуга на IMDb. На 31 март 2020 г. някои от платените функционалности стават отново безплатни и могат да се намерят в секция „индекси“.

## Допълнителна информация
- Saulsbury, Sean. Box Office Mojo Redesign by IMDb Pro //  SeanCast.com.   октомври, 2019.

|  | Тази страница частично или изцяло представлява превод на страницата Box Office Mojo в Уикипедия на английски. Оригиналният текст, както и този превод, са защитени от Лиценза „Криейтив Комънс – Признание – Споделяне на споделеното“, а за съдържание, създадено преди юни 2009 година – от Лиценза за свободна документация на ГНУ. Прегледайте историята на редакциите на оригиналната страница, както и на преводната страница, за да видите списъка на съавторите. ВАЖНО: Този шаблон се отнася единствено до авторските права върху съдържанието на статията. Добавянето му не отменя изискването да се посочват конкретни източници на твърденията, които да бъдат благонадеждни. |